# 5 днів серпня
«5 днів серпня» або «5 днів війни» (англ. 5 Days of August) — фільм про російсько-грузинську війну, яка відбувалася в серпні 2008. Режисер і один із продюсерів фінсько-американський режисер Ренні Гарлін. Прем'єра фільму відбулася у Тбілісі 5 червня 2011 року.

## У ролях
- Руперт Френд — Томас Андерс, американський репортер
- Вел Кілмер — голландський журналіст
- Річард Койл — Себастьян Ганц
- Еммануель Шрікі — Татія, грузинська дівчина
- Гізер Грем — Міріам
- Мікко Ноусіайнен — Даниїл
- Енді Гарсія — Михайло Саакашвілі
- Дін Кейн — Кріс Бейлот
- Ант'є Трауе — Зої
- Раде Шербеджія — полковник Демідов
- Михаїл Гоміашвілі — Антон Медовий
- Джонатон Шаєч — капітан Резо Аваліані
- Анна Волтон — Карін Ланге
- Маршал Манеш — Лех Качинський

## Створення фільму
Знімання розпочалися у жовтні 2009 у Тбілісі при співпраці з грузинським урядом і військовими. Також військові надали для знімань грузинські уніформи, танки і вертольоти. Президент Грузії Михайло Саакашвілі дозволив використати свою Президентську резиденцію для знімання. За словами Дера Спігела Грузія профінансувала частину фільму.
Бюджет фільму — 50 млн доларів США.
Спецефектами, візуальними ефектами і трюками для фільму займалися російські фахівці. Так, зокрема, трюками займалася російська каскадерська компанія «StuntArt», а за спецефекти відповідала компанія SFXaction.

## Цікаві факти
- Творці фільму двічі змінювали назву фільму. Початковою назвою фільму була «Грузія», яку потім змінили на «Кривавий серпень», а потім змінили на «5 днів серпня».
- Після виходу першого трейлера фільму та оголошення інформації, що Михайла Саакашвілі гратиме актор Енді Гарсія, у мережі з'явилися фотографії, на одній з яких Енді Гарсія в ролі президента Грузії жує краватку, а на іншій — його виводить охорона із зони бомбардування російських військ, як це було з реальним Михайлом Саакашвілі. Деякі російські ЗМІ сприйняли фотографії за автентичні, хоча насправді це був лише фотомонтаж — обличчя Саакашвілі замінили на обличчя Гарсії[4][5].
- У Росії вже виходив художній фільм на тему Війни в Грузії 2008 року — «Олімпус інферно» (рос. Олимпус Инферно), де Грузія була показана у вкрай негативних рисах. Фільм вийшов одразу на телебаченні.
- Саакашвілі обговорюючи виконавця ролі президента Грузії американського актора Енді Гарсії пожартував: «Цей темпераментний кубинець жестикулює руками не менше, ніж я. Думаю, він з цим впорається».
- Режисер Ренні Гарлін заявив, що фільм буде «не антиросійським, не антигрузинським, не антиамериканським, а антивійськовим».
- Ще на стадії знімання фільм викликав хвилю обурення у Росії. Російські ЗМІ звинуватили авторів фільму в русофобії та спотворюванні реальних подій.
- Для польського кінопрокату фільм був присвячений пам'яті президента Польщі Леха Качиньського.